# Alexandre Colares Moreira Júnior
Alexandre Colares Moreira Júnior (Codó, 1849 — 1917) foi um intendente do município de São Luís e senador do Brasil durante a República Velha (ou Primeira República).
Ocupou o cargo de juiz de paz entre 1874 e 1881. 
Em 1874, foi eleito deputado provincial no Maranhão, ocupando o cargo até 1879. Eleito novamente em 1989, no entanto o mandato foi interrompido em razão da Proclamação da República.
nomeado inspetor do Tesouro Público do Maranhão por Pedro Augusto Tavares Júnior, em 1890.
Ajudou a organizar o diretório do Partido Republicano Conservador do Maranhão.
Eleito vereador de São Luís, ocupando mandato até 1892.
Ocupou o cargo de intendente do Município de São Luís (equivalente hoje ao cargo de Prefeito) entre 1897 e 1900.
Foi primeiro vice-presidente do Maranhão durante o governo de Manuel Lopes da Cunha, governando o estado de 4 de janeiro de 1905 a 1 de março de 1906, na ausência do titular. Foi substituído por Benedito Leite.
Novamente intendente de São Luís entre 1906 e 1909.
Eleito senador em 1909, em razão da morte do senador Augusto Olímpio Gomes de Castro, renunciando ao mandato de intendente. Ocupou a vaga até o início de 1910, quando renunciou e voltou ao Maranhão, tornando-se presidente do diretório do Partido Republicano Conservador.
Novamente intendente de São Luís entre 1913 e 1915.
Foi também coronel comandante da Guarda Nacional em São Luís, diretor do Banco do Maranhão, da Companhia de Navegação a Vapor do Maranhão, do Expediente do Tesouro Público e de Obras Públicas do Maranhão.